# Madrids administrativa indelning

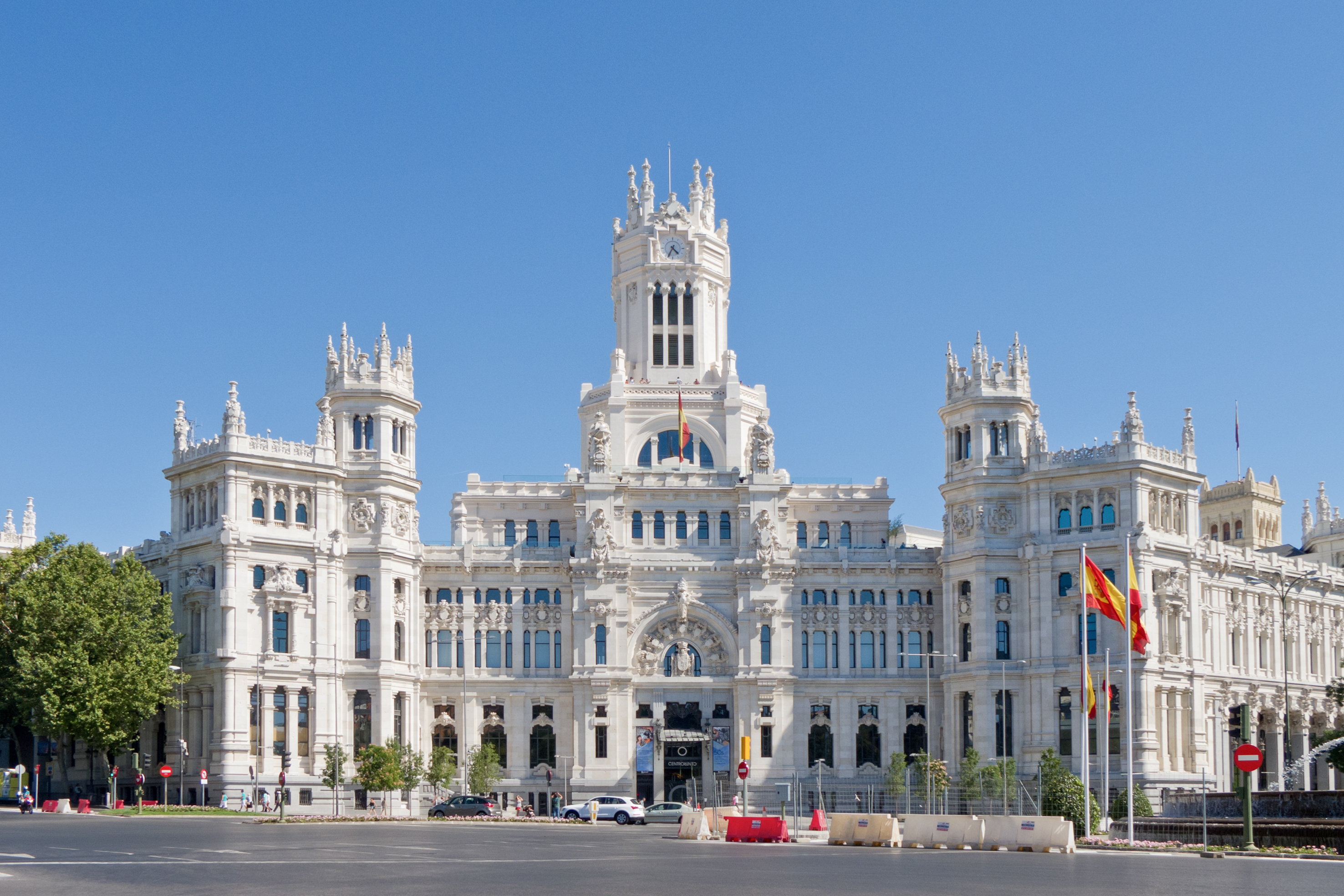
Palacio de Comunicaciones, säte för Ayuntamiento de Madrid.

Staden Madrid (Spanien) delas administrativt in i 21 distrikt, som i sin tur indelas i stadsdelar (barrios). Vart och ett av distrikten styrs av en Junta Municipal de Distrito (motsvarar ungefär ”Stadsdelsnämnd”), med huvudsaklig besättning av medborgarna själva.
Högsta ledningen för staden Madrid är Ayuntamiento de Madrid, vars representanter väljs vart fjärde år i allmänna val av medborgare över 18 år. Församlingen leds av borgmästaren (Alcalde de Madrid). Alcalde för Madrid är sedan kommunalvalen 2019 José Luis Martínez-Almeida.

## Historisk utveckling av den administrativa organisationen i Madrid
Under 1900-talet har den kommunala territoriella administrationen moderniserats och decentraliserats. Om seklet började med 1902 års indelning som utökade fragmenteringen i distrikt och stadsdelar över hela kommunen, så slutade seklet med 1988 års indelning som har distriktet som basenhet för decentraliseringen.
Den indelning som föreslogs 1898 av conde de Romanones och godkändes 1902 representerar, i jämförelse med den från 1863, nyheten att omfatta hela kommunen och försöker skapa en demografisk homogenitet hos de tio distrikten (Centro, Hospicio, Chamberí, Buenavista, Congreso, Hospital, Inclusa, Latina, Palacio, och Universidad). När indelningen godkändes den 25 oktober 1897, hade alcalden varnat för att stadsdelsstyrelserna inte skulle ses som en lyxsysselsättning, utanför det politiska systemets patriarkat eller representation, utan att det kräver mycket rigoröst arbete och innebär stort ansvar. Indelningen 1898–1902 går ytterligare ett steg mot detta ökade ansvarstagande.
Från territoriell synpunkt, bevarar man den radiella indelningen, som fanns i de första indelningarna och som motsvarade områdena för församlingarna och avgränsades av utfartsvägarna från centrum. Staden delar upp sig radialt genom de naturliga sextanter som bildas och avgränsas av vägarna, runt en central kärna.
1955 görs nästa indelning, som begränsar sig, trots alla inträffade händelser, till att bygga ut planen från 1902, och sträcka ut distrikten ända ut till de yttre gränserna för intilliggande kommuner. Det är kanske en konservativ lösning som lägger fram Madrids territoriella uppdelning såsom den enda territoriella lösningen, och de utmärkande dragen för de inkorporerade kommunerna riskerar att förloras. De centrala distrikten förblev oförändrade. De tidigare kommunala områdena omvandlades till distrikt, genom sammanläggning av två eller fler av dem, eller tvärtom, delades upp i delar för att inkorporeras i andra.
Denna konservativa indelning, som inte tog hänsyn till vare sig befolkningsökning eller social och ekonomisk komplexitet, och inte heller de nya kommunikationslederna över territoriet som skapades av järnvägen, ökade disfunktionaliteten och gjorde att några distrikt, som Vallecas och Fuencarral, är avskurna genom riktiga järnvägsbarriärer. Vägnätet fortsätter att vara styrande för den administrativa indelningen. Allt detta gör att 1955 års indelning varit den mest kritiserade.
De resulterande distrikten uppgick till 12, tre försvann och fem nya skapades: Centro, Latina, Universidad, Chamberí, Tetuán, Chamartín, Ventas, Buenavista, Retiro-Mediodía, Arganzuela-Villaverde, Carabanchel och Vallecas.
Att det handlade om ett genomförande av en obsolet modell visar det faktum att bara femton år senare gjorde man en ny indelning. Förändringarna hade varit stora och gjorde nya avgränsningar nödvändiga som tog hänsyn till den nya territoriella och socioekonomiska verkligheten. Det bildades då stadsdelar (distritos barrios) med stor befolkning och tillräcklig homogenitet, om än de inte var så stora (som San Blas och Moratalaz) medan man behöll distriktet Fuencarral som hade stor yta (inklusive El Pardo, El Goloso, etc) med liten folkmängd. Sålunda satte man 1970 upp kriterier för teknisk och territoriell likhet, utan att avstå från den historiska bakgrunden.
Denna gång byggde avgränsningarna på det nyligen skapade centrala vägnätet, enligt det vanliga mönstret att inte ta med i beräkningen mer än vägnätet och de andra infrastrukturerna. Man gjorde om distrikten i den så kallade centrala ”kärnan”, som utökades till sju stycken, med bibehållande av de historiska gränserna: Centro, Arganzuela, Retiro, Salamanca, Chamartín, Tetuán och Chamberí. De andra elva som kompletterar de 18 etablerade är: Fuencarral-El Pardo, Moncloa-Aravaca, Latina, Carabanchel, Villaverde, Mediodía, Vallecas, Moratalaz, Ciudad Lineal, San Blas y Hortaleza. Då användes begreppet área metropolitana de Madrid, som bestod av 22 kommuner.
Senaste indelningen är från 1988. När den politiska transitionen hade avslutats och de första demokratiska valen till kommunförvaltningarna (Ayuntamiento) hållits 1979, godkändes generalplanen 1983, och viljan att bekämpa den sociala och funktionella segregationen och göra den kommunala administrationen mer effektiv, ledde till att en ny indelning gjordes som trädde i kraft den 1 juli 1988. Det handlade om att decentralisera den kommunala förvaltningen, finna administrativa avgränsningar för de olika territoriella enheterna och optimera den kommunala servicen. Detta ledde till att antalet distrikt ökade till 21, medan man bibehöll antalet stadsdelar (barrios) till 128. Den nya indelningen gjorde systemet komplett med enheter i en ring runt centrum: man skilde på Usera från Villaverde och Puente de Vallecas från Villa. Vad beträffar gränserna mellan distrikt och barrios, gör man en ansträngning för att mildra effekten av ”järnvägsbarriärerna”, men lyckas inte helt. Järnvägen finns där fortfarande men utan att ge stöd åt området: bara genom den uppnådda prioriteten under de senaste åren för cercaníastågen och byggandet av Metrosur lyckas man något reducera de gränsdragningseffekter som infrastrukturen gett upphov till under hela seklet.

## Politisk styrning

### Styrelseorgan

#### Kommunalt styrelseorgan
Den kommunala styrelseorganat La Junta de Gobierno de Madrid har hand om administrationen av de kommunala skatterna, för att driva den kommunala servisen och byggandet av infrastruktur. I ledningen sitter Alcalde (borgmästaren).

#### Kommunal distriktsstyrelse
Staden Madrid är indelad i 21 distrikt, som i sin tur styrs av sina respektive kommunala distriktsstyrelser (Juntas Municipales de Distrito). Dessa organ har en mer lokalt inriktad styrning. Storleken på dessa distrikt är dock sådan att ett distrikt kan ha större folkmängd än många provinshuvudstäder.
| Nr | Distrikt            | Barrio | Tillhörighet |
| -- | ------------------- | --- | ------------ |
| 1  | Centro              | Palacio, Embajadores, Cortes, Justicia, Universidad, Sol.                                                 |              |
| 2  | Arganzuela          | Imperial, Acacias, La Chopera, Legazpi, Delicias, Palos de Moguer, Atocha.                                |              |
| 3  | Retiro              | Pacífico, Adelfas, Estrella, Ibiza, Jerónimos, Niño Jesús.                                                |              |
| 4  | Salamanca           | Recoletos, Goya, Fuente del Berro, Guindalera, Lista, Castellana.                                         |              |
| 5  | Chamartín           | El Viso, Prosperidad, Ciudad Jardín, Hispanoamérica, Nueva España, Castilla.                              |              |
| 6  | Tetuán              | Bellas Vistas, Cuatro Caminos, Castillejos, Almenara, Valdeacederas, Berruguete.                          |              |
| 7  | Chamberí            | Gaztambide, Arapiles, Trafalgar, Almagro, Vallehermoso, Ríos Rosas.                                       |              |
| 8  | Fuencarral-El Pardo | El Pardo, Fuentelarreina, Peñagrande, Barrio del Pilar, La Paz, Valverde, Mirasierra, El Goloso.          |              |
| 9  | Moncloa-Aravaca     | Casa de Campo, Argüelles, Ciudad Universitaria, Valdezarza, Valdemarín, El Plantío, Aravaca.              |              |
| 10 | Latina              | Los Cármenes, Puerta del Ángel, Lucero, Aluche, Las Águilas, Campamento, Cuatro Vientos.                  |              |
| 11 | Carabanchel         | Comillas, Opañel, San Isidro, Vista Alegre, Puerta Bonita, Buenavista, Abrantes.                          |              |
| 12 | Usera               | Orcasitas, Orcasur, San Fermín, Almendrales, Moscardó, Zofío, Pradolongo.                                 |              |
| 13 | Puente de Vallecas  | Entrevías, San Diego, Palomeras Bajas, Palomeras Sureste, Portazgo, Numancia.                             |              |
| 14 | Moratalaz           | Pavones, Horcajo, Marroquina, Media Legua, Fontarrón, Vinateros.                                          |              |
| 15 | Ciudad Lineal       | Ventas, Pueblo Nuevo, Quintana, Concepción, San Pascual, San Juan Bautista, Colina, Atalaya, Costillares. |              |
| 16 | Hortaleza           | Palomas, Valdefuentes, Canillas, Pinar del Rey, Apóstol Santiago, Piovera, Sanchinarro.                   |              |
| 17 | Villaverde          | San Andrés, San Cristóbal, Butarque, Los Rosales, Los Ángeles.                                            |              |
| 18 | Villa de Vallecas   | Casco Histórico de Vallecas, Santa Eugenia.                                                               |              |
| 19 | Vicálvaro           | Casco Histórico de Vicálvaro, Ambroz.                                                                     |              |
| 20 | San Blas            | Simancas, Hellín, Amposta, Arcos, Rosas, Rejas, Canillejas, Salvador.                                     |              |
| 21 | Barajas             | Alameda de Osuna, Aeropuerto, Casco Histórico de Barajas, Timón, Corralejos.                              |              |